# Список умерших в 1428 году

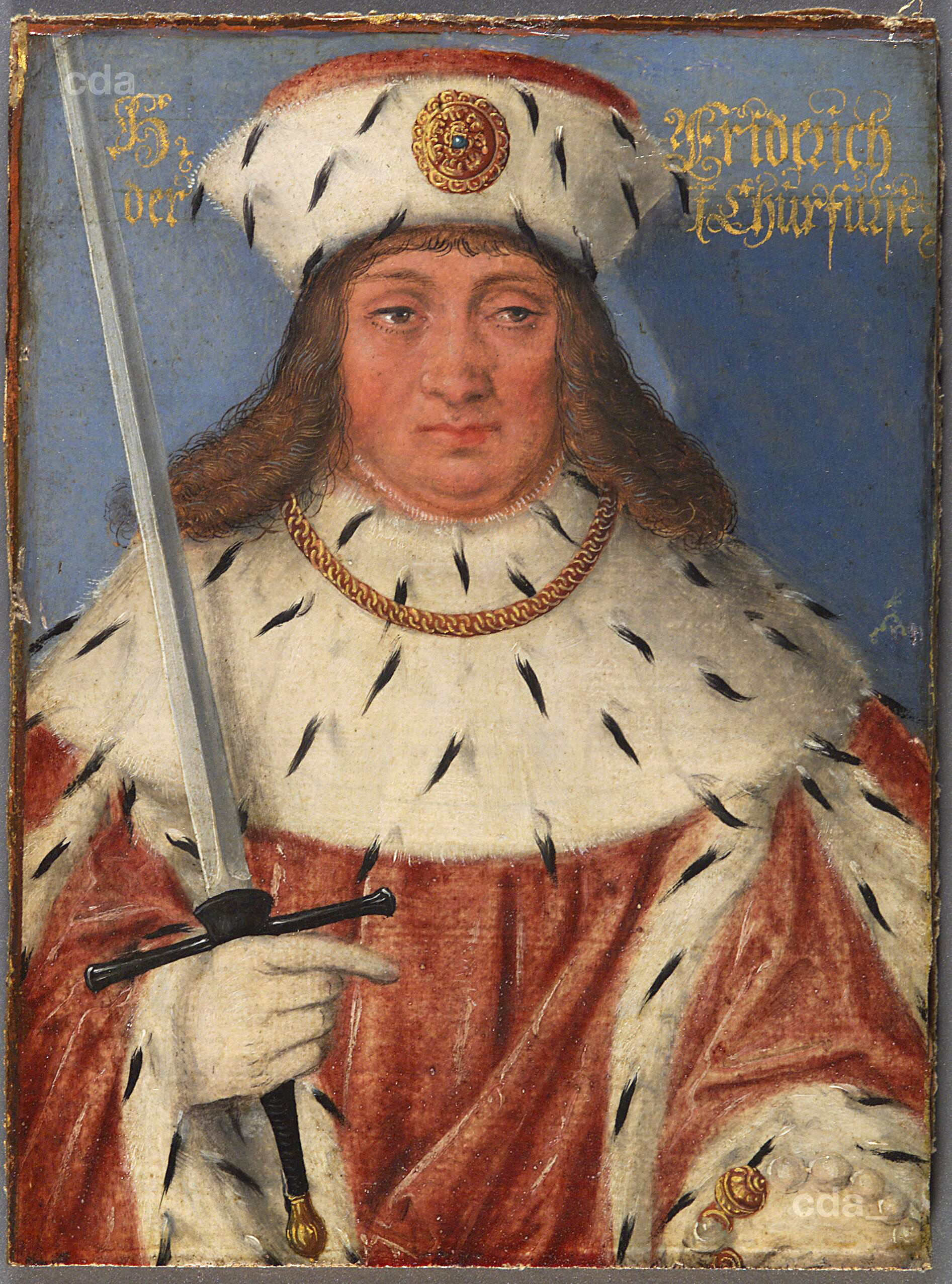
Фридрих I Воинственный

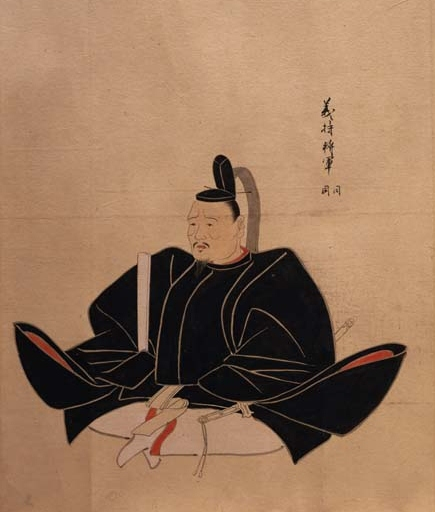
Асикага Ёсимоти

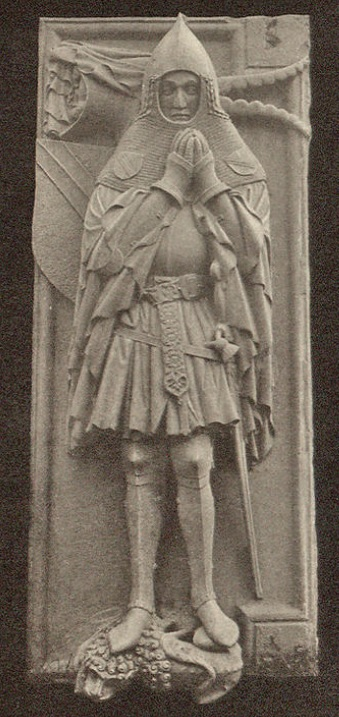
Рудольф III фон Хахберг-Заузенберг

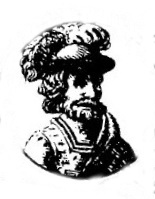
Оттон II

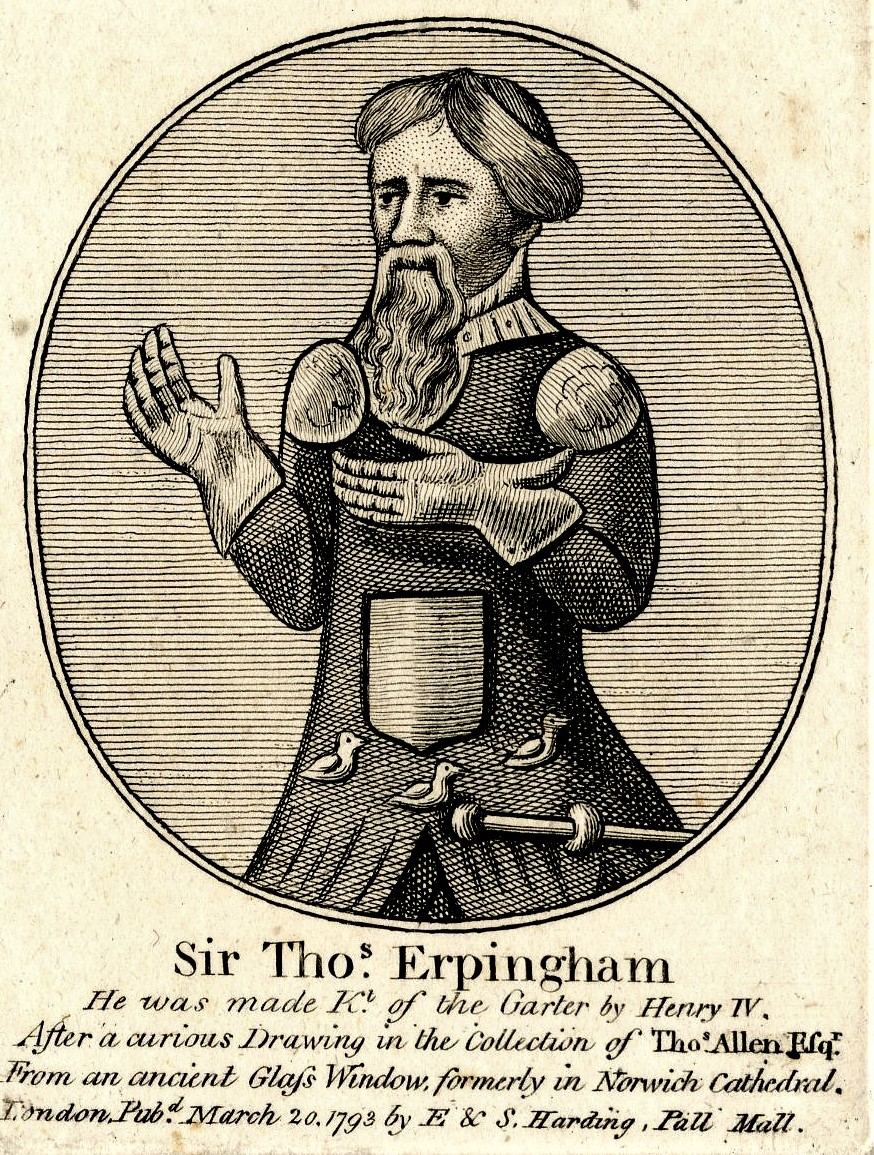
Томас Эрпингем

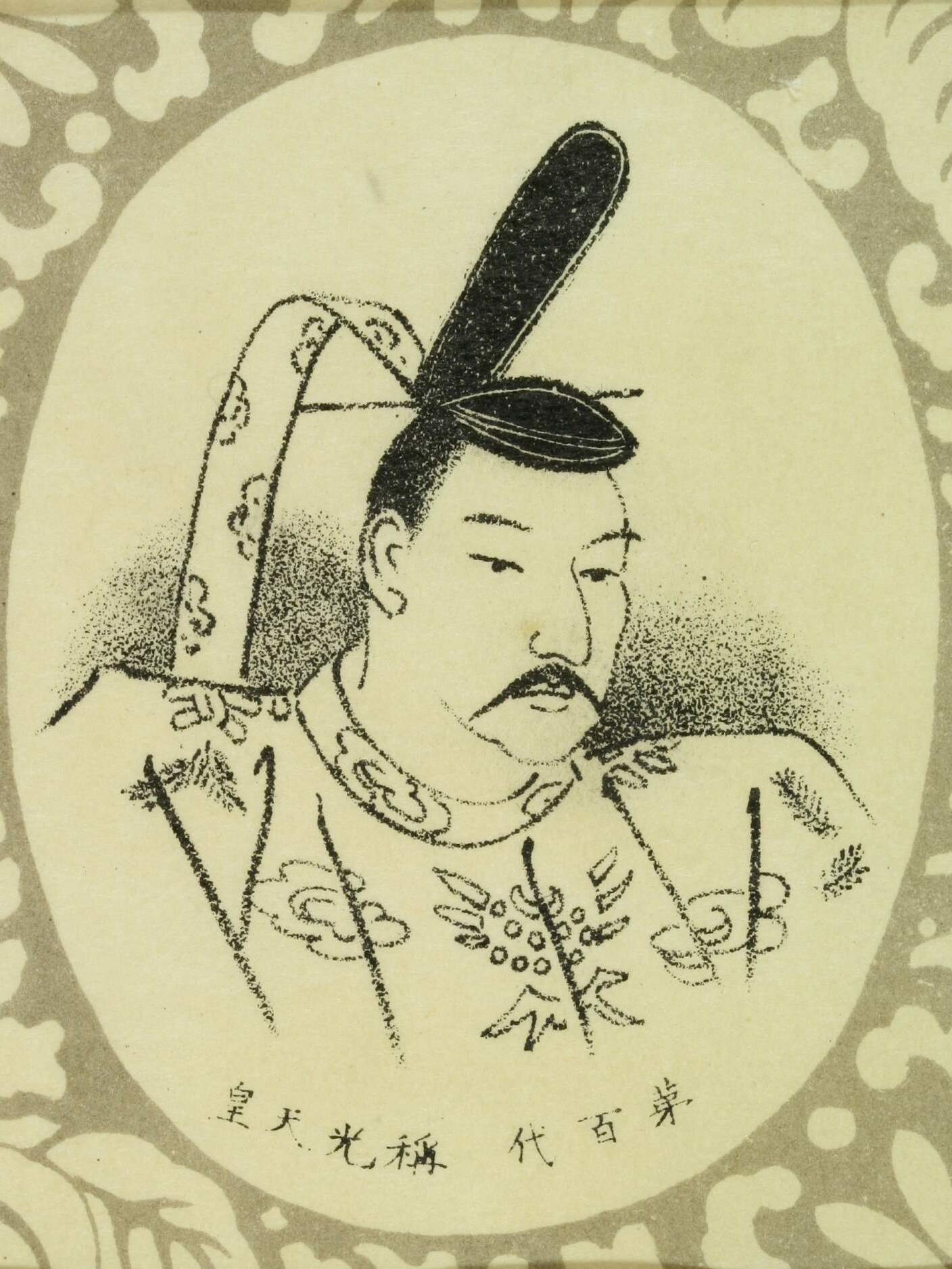
Император Сёко

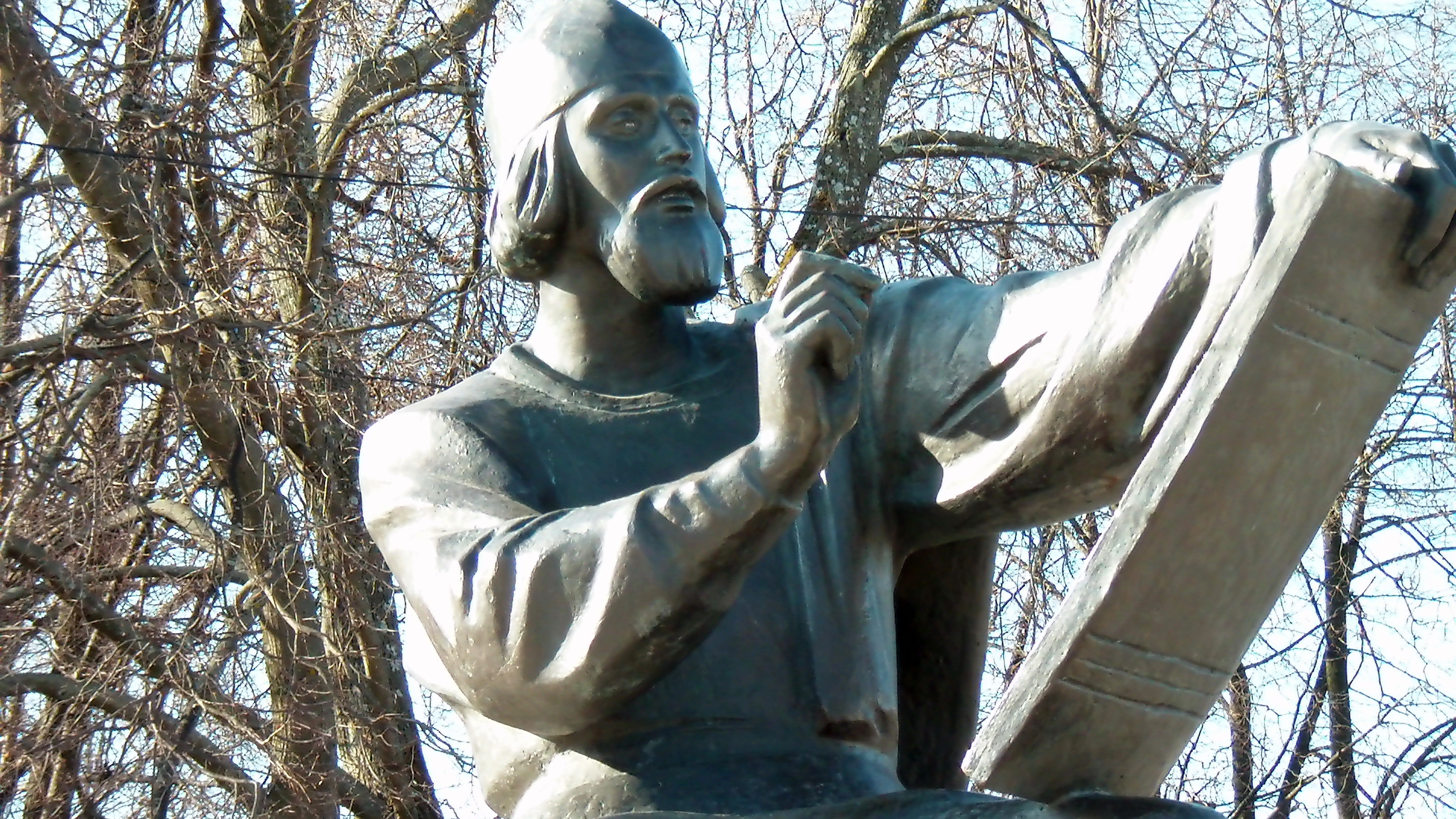
Андрей Рублёв

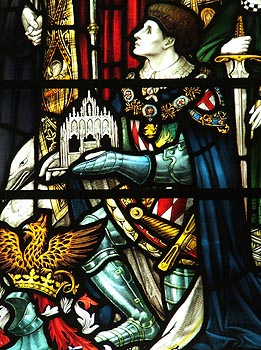
Томас Монтегю

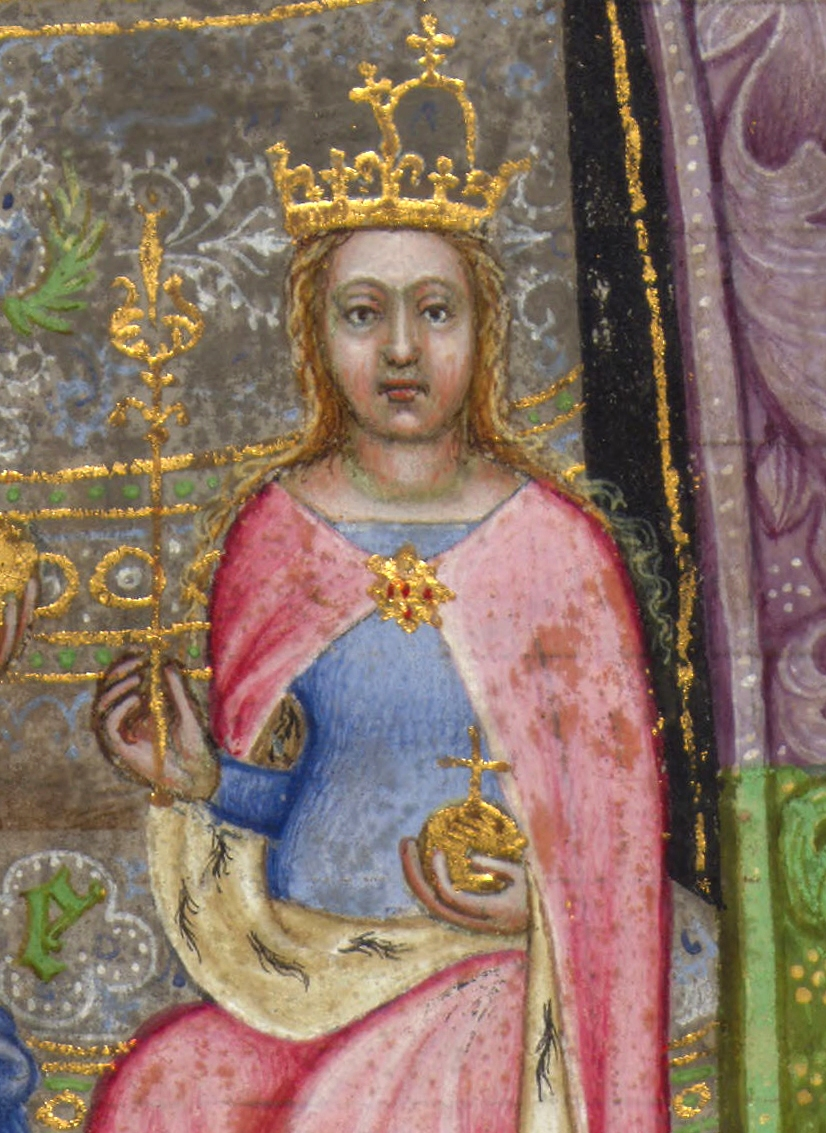
София Баварская

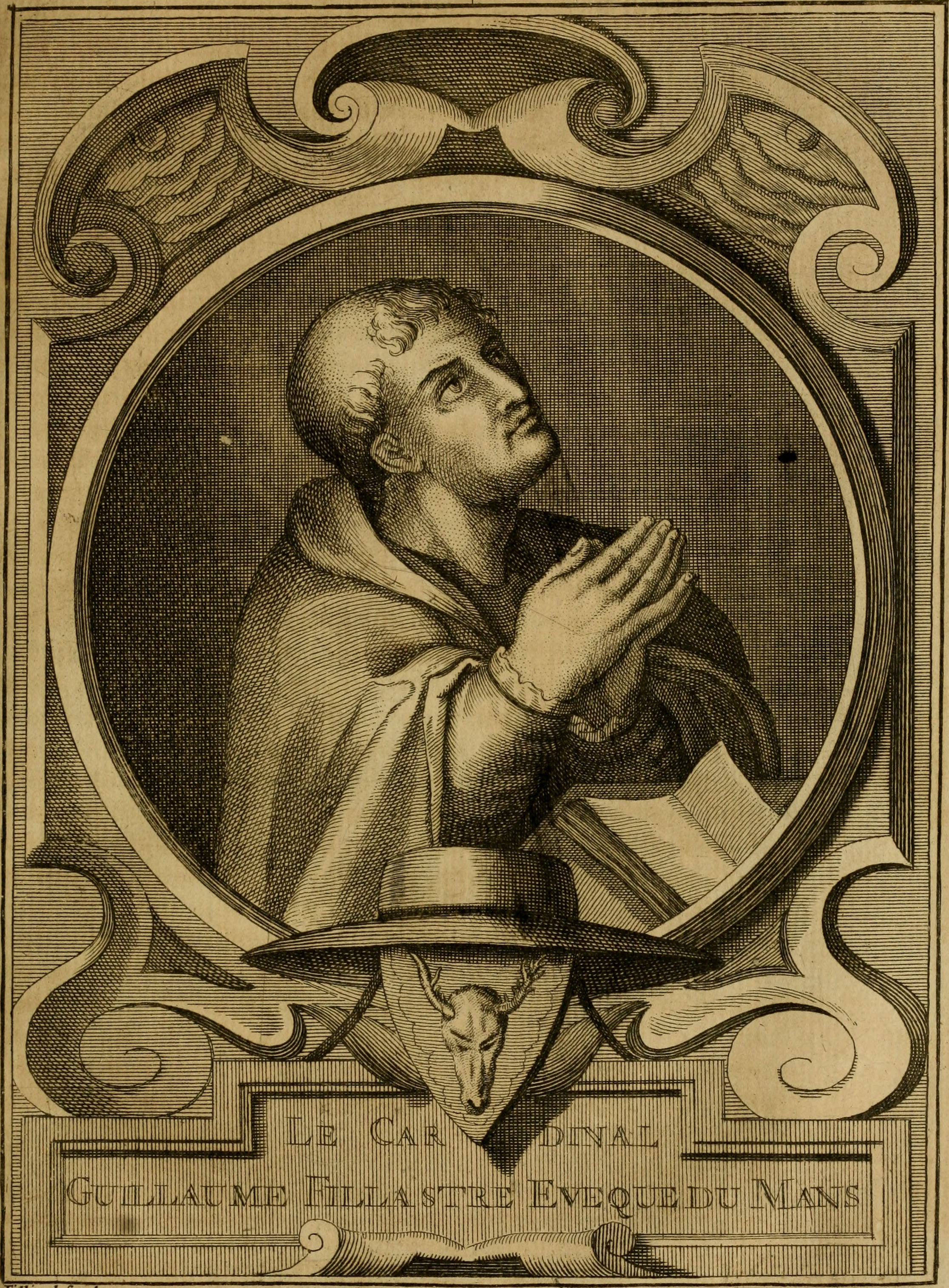
Гильом Филастр

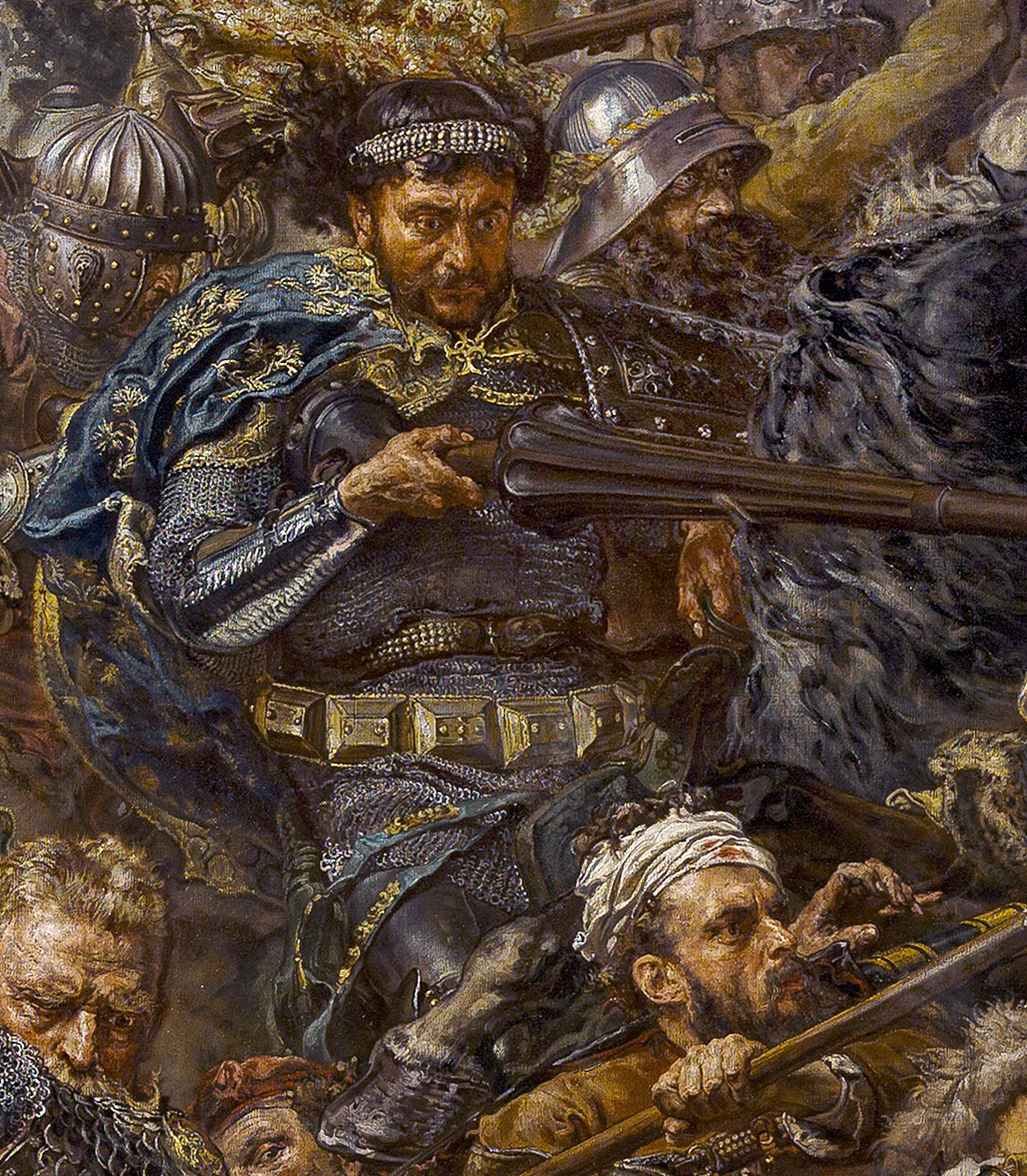
Завиша Чёрный

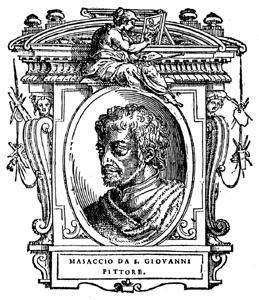
Мазаччо

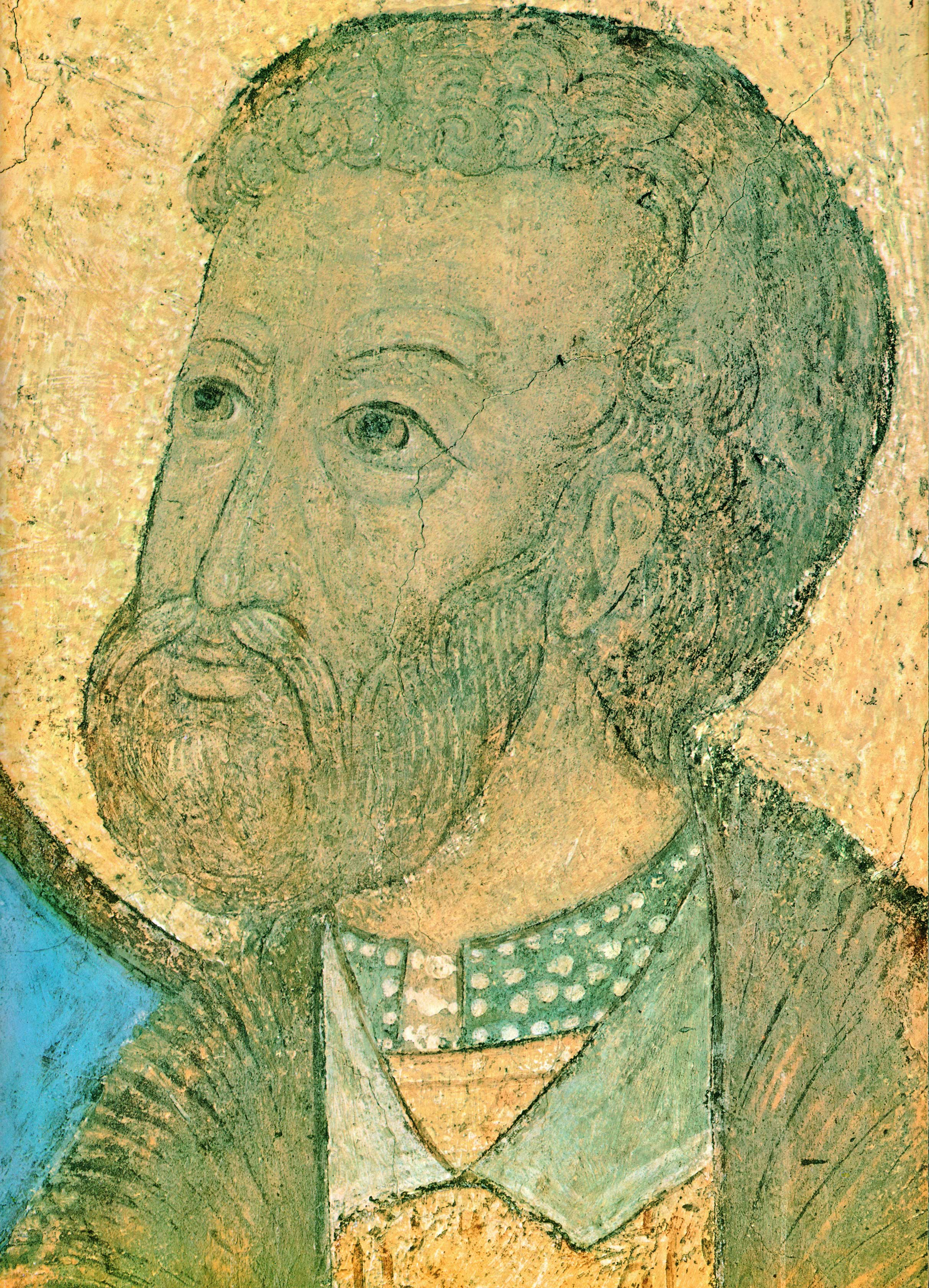
Пётр Дмитриевич

В этой статье представлен список известных людей, умерших в 1428 году.
См. также: Категория:Умершие в 1428 году

## Январь
- 4 января — Фридрих I Воинственный (57) — маркграф Мейсена под именем Фридрих IV Сварливый (с 1381), курфюрст Саксонии (с 1423).
- 6 января — Руй Лопес Давалос — кастильский дворянин, политик и военный, 2-й граф де Рибадео (1401—1423),  Коннетабль Кастилии (1400—1423).

## Февраль
- 3 февраля — Асикага Ёсимоти (41) — 4-й сёгун сёгуната Муромати (1394—1423).
- 8 февраля — Рудольф III фон Хахберг-Заузенберг — маркграф Хахберг-Заузенберга (1352—1428).

## Март
- 27 марта — Оттон II — герцог Померании-Штеттина (1413—1428)

## Июнь
- 27 июня — Томас Эрпингем — английский рыцарь, кавалер ордена Подвязки, первый известный лорд-камергер королевского двора (1399—1404), лорд-смотритель пяти портов (1399—1409), маршал Англии (с 1401).

## Июль
- 21 июля — Анджело д’Анна де Соммарива — итальянский куриальный кардинал, Кардинал-дьякон с титулярной диаконией Санта-Лючия-ин-Септисольо (1384—1396), кардинал-протодьякон (1394—1396), кардинал-священник с титулом церкви Санта-Пуденциана (1396—1412), кардинал-протопресвитер (1412), кардинал-епископ Палестрины (1412—1428), Декан Священной Коллегии Кардиналов (1426—1428).

## Август
- 30 августа — Император Сёко (Михито) (27) — император Японии (1412—1428).

## Сентябрь
- 28 сентября — Мартин III Энрикес де Лакарра — наваррский дворянин, 2-й сеньор де Сартагуда, 3-й сеньор де Аблитас и 2-й сеньор де Вьерлас (1410—1428)

## Октябрь
- 17 октября — Андрей Рублёв — русский иконописец московской школы иконописи. Канонизирован Русской православной церковью в лике преподобных.

## Ноябрь
- 3 ноября — Томас Монтегю — английский аристократ, 4-й граф Солсбери и 5-й барон Монтермар, один из крупнейших английских военачальников времён Столетней войны, наместник короля Англии в герцогстве Нормандском (c 1419); смертельно ранен при осаде Орлеана.
- 4 ноября — София Баварская — королева-консорт Германии (1389—1400) и Чехии (1389—1419), жена короля Вацлава IV (Венцеля).
- 6 ноября — Гильом Филластр — французский кардинал, псевдокардинал-священник титулярной церкви Сан-Марко (1411—1417), кардинал Сан-Марко (1417—1428), апостольский администратор архиепархии Экс-ан-Прованса (1420—1422), апостольский администратор Сант-Понс-де-Томьер, архипресвитер Латеранской базилики (1422—1428); учёный-правовед; специалист по каноническому праву, гуманист и географ.

## Декабрь
- 27 декабря — Ян Зембицкий — князь Зембицкий (1410—1428); погиб в битве гуситами под Стары-Велиславом

## Дата неизвестна или требует уточнения
- Андреа ди Бартоло — итальянский художник, представитель сиенской школы
- Бянь Цзинчжао — китайский художник.
- Даниил Чёрный — иконописец, монах, современник и сотрудник Андрея Рублёва, почитается как святой преподобный в Русской православной церкви.
- Джумадук — шибанид, хан правивший восточной частью степного Кыпчака, казнён в плену у ногаев.
- Жак II д’Аркур — барон де Монтгомери (1405—1428), французский военачальник; погиб во время осады замка Партене.
- Завиша Чёрный — польский рыцарь и дипломат. Символ рыцарства и благородства; погиб во время осады Голубаца.
- Изабелла де Фуа — графиня де Фуа, виконтесса де Беарн, де Марсан, де Габардан и де Лотрек, княгиня-соправитель Андорры (1398—1412), виконтесса де Кастельбон и де Сердань (1400—1412), дочь Роже Бернара II, виконта де Кастельбон, жена Аршамбо де Грайи, капталя де Бюш и графа де Бенож.
- Иоланда Арагонская — узаконенная внебрачная дочь Мартина I, короля Сицилии, графиня-консорт де Ньебла (1405—1418), жена Энрике Переса де Гусман-и Кастилья.
- Мазаччо — итальянский живописец, крупнейший мастер флорентийской школы, реформатор живописи эпохи Кватроченто.
- Пётр Дмитриевич — князь Дмитровский (с 1389), Углицкий (1389—1405).
- Просдочимо де Бельдоманди — итальянский теоретик музыки, математик, астроном, врач.
- Рао Чунда — Рана Марвара (1384—1428); убит в бою.
- Султан-Увайс-хан — хан Моголистана (1418—1421, 1425—1428); погиб в бою.
- Чжу Чжуань — китайский принц и военачальник, князь (ван) Ци (1382—1399, 1403—1406)